# Ley Titia
La Ley Titia romana era una ley aprobada el 27 de noviembre de 43 a. C. por los triumviri quienes concedieron el derecho a la norma por un período de cinco años. Es comúnmente conocida como la ley que formalizó y legalizó el segundo Triunvirato de Octavio, Marco Antonio y Lépido (el primer Triunvirato había existido fuera de la ley).
La aprobación de la Lex Titia marcó el fin oficial de la República romana, al quitar la mayoría de los poderes de decisión del Senado romano y las asambleas populares, aunque en la práctica estas competencias ya habían sido casi completamente subvertidas por la serie de tiranías que existieron en el anterior medio siglo. La ley, aparentemente sólo una medida temporal, fue renovada en el 38 a. C. pero las peleas entre Octavio y Marco Antonio después de la caída de Lépido en el 36 a. C. condujo a un nuevo período que culminó en la guerra civil de la República en el 33 a. C. Finalizada la guerra, Octavio conservó en solitario los poderes de la Ley Titia hasta su renuncia a los mismos en el 27 a. C., fecha considerada el comienzo de su reinado como primer emperador romano.